# 東浜名村
東浜名村（ひがしはまなむら）は静岡県の西部、敷知郡・引佐郡に属していた村である。現在の浜松市浜名区西部にあたる。

## 地理
- 山：尉ヶ峰
- 湖沼：浜名湖

## 歴史
- 1889年（明治22年）4月1日 - 町村制の施行により、都筑村、駒場村、大崎村、佐久米村、引佐郡大谷村が合併して敷知郡東浜名村が発足。
- 1896年（明治29年）4月1日 - 郡制の施行により所属郡が引佐郡に変更。
- 1950年（昭和25年）
  - 大字都筑の一部を三ヶ日町に編入。
  - 三ヶ日町の一部（大字都々崎の一部）を編入。
- 1955年（昭和30年）3月31日 - 三ヶ日町と合併して三ケ日町が発足。同日東浜名村廃止。

## 交通

### 鉄道路線
- 日本国有鉄道（現天竜浜名湖鉄道）
  - 二俣線（現天竜浜名湖線）
    - 佐久米駅（現浜名湖佐久米駅） - 東都筑駅 - 都筑駅